# Democracia Radical
Democracia Radical (Nederlands: Radicale Democratie) was een Chileense politieke partij die bestond van 1969 tot 1990.
De partij ontstond op 22 november 1969 als afsplitsing van de Partido Radical (Radicale Partij) uit onvrede over de nieuwe linkse en socialistische koers van de partij. De nieuwe partij zag zich als de legitieme vertolker van het (sociaal-)liberale geluid van het Chileense radicalisme. De partij stond aanvankelijk bekend onder de naam Movimiento de Unidad Democrática (Beweging voor Democratische Eenheid); later nam men de naam Democracia Radical (DR) aan.
DR was een fel tegenstander van het linkse Unidad Popular (Volksfront) onder leiding van Salvador Allende en sloot zich in 1973 aan bij de coalitie van centrumrechtse partijen, Confederación de la Democracia (Confederatie van de Democratie). De partij steunde de staatsgreep van Pinochet en ontbond zich vrijwillig. Kort voor de staatsgreep behaalde DR bij de verkiezingen 3 van de 150 zetels in de Kamer van Afgevaardigden. In 1983 volgde de heroprichting van de partij. Bij het referendum van 1988, met de vraag of Pinochet nog zijn ambtstermijn met acht jaar mocht verlengen, steunde DR het "ja"-kamp. Uiteindelijk won het "nee"-kamp. Een jaar later, bij de presidentsverkiezingen, steunde DR de kandidatuur van Hernán Büchi voor het presidentschap.
Vanwege de slechte verkiezingsresultaten in 1989 (de kiesdrempel werd niet gehaald), volgde op 17 juli 1990 de ontbinding van de partij.

## Verkiezingsuitslagen
| Jaar | Aantal afgevaardigden (totaal aantal zetels tussen haakjes) | Aantal senatoren (totaal aantal zetels tussen haakjes) |
| ---- | ----------------------------------------------------------- | ------------------------------------------------------ |
| 1973 | 2 (150)                                                     | 0 (50)                                                 |
| 1989 | 0 (120)                                                     | 0 (38)                                                 |